# Istana
L'Istana (malais pour « palais » ; également The Istana en anglais) est la résidence officielle, bureau et lieu de réception du président de la république de Singapour.
Construite selon un style palladianiste sur Orchard Road entre 1867 et 1869 par John Frederick Adolphus McNair (en), elle est inaugurée sous le nom de Government House of Singapore, avant de se voir renommée Istana Negara Singapura en 1959 et de prendre son nom actuel en 1965. Depuis 1992, le domaine constitue le 24e monument national singapourien.